# Gənclik (stanice metra v Baku)
Gənclik je stanice na lince 1 a 2 metra v Baku, která se nachází mezi stanicemi 28 May a Nəriman Nərimanov.

## Popis
Stanice byla otevřena 6. listopadu 1967 jako součást stavby úseku İçərişəhər – Nəriman Nərimanov.
Výstupy ze stanice do města zajišťují dva podchody, z nichž jeden vede k Republikovému stadionu a zoologické zahradě.